# Allium grande
Allium grande är en amaryllisväxtart som beskrevs av Vladimir Ippolitovich Lipsky. Allium grande ingår i släktet lökar, och familjen amaryllisväxter. Inga underarter finns listade i Catalogue of Life.